# Kawad II
Kawad II (Sziroe, Szeroe, Sziruje) – władca z dynastii Sasanidów panujący w roku 628, syn Chosrowa II Parwiza. 

## Życiorys
Wyniesiony na tron przez generałów i dostojników. Kazał zabić ojca i swoich szesnastu braci. Ofensywa Bizancjum pod wodzą cesarza Herakliusza w 628 roku zmusiła Persję do zaprzestania dalszej walki. Kawad II szybko zawarł traktat pokojowy z cesarzem. W wyniku działań wojennych Armenia, Mezopotamia rzymska, Syria, Palestyna i Egipt wracały pod panowanie Bizancjum. Po zaledwie kilku miesiącach sprawowania władzy Kawad zmarł. Pozostawił jednorocznego syna, którego powierzył opiece cesarza Herakliusza.

## Opera
Pietro Metastasio napisał libretto opery Siroe re di Persia (Sziroe, król Persji), do którego muzykę skomponowali: L. Vinci (1726), N. Porpora (1727), D. Sarro (1727), A. Vivaldi w formie pasticcio (1727), G.F. Händel (1728), A.S. Fiorè (1729), J.A. Hasse (1733), G. Scarlatti (1742), G.C. Wagenseil (1748), G.B. Lampugnani (1755), G.B. Borghi (1771), G. Sarti (1779).